# Mijaíl Búrtsev
Mijaíl Ivánovich Búrtsev –en ruso, Михаи́л Ива́нович Бу́рцев– (21 de junio de 1956-16 de octubre de 2015) fue un deportista soviético que compitió en esgrima, especialista en la modalidad de sable.
Participó en tres Juegos Olímpicos de Verano, obteniendo en total cuatro medallas: oro en Montreal 1976, oro y plata en Moscú 1980 y plata en Seúl 1988. Ganó ocho medallas en el Campeonato Mundial de Esgrima entre los años 1977 y 1983.

## Palmarés internacional
| Juegos Olímpicos   | Juegos Olímpicos           | Juegos Olímpicos  | Juegos Olímpicos  |
| Año                | Lugar                      | Medalla           | Prueba            |
| ------------------ | -------------------------- | ----------------- | ----------------- |
| 1976               | Montreal (Canadá)          | Medalla de oro    | Sable por equipos |
| 1980               | Moscú (URSS)               | Medalla de oro    | Sable por equipos |
| 1980               | Moscú (URSS)               | Medalla de plata  | Sable individual  |
| 1988               | Seúl (Corea del Sur)       | Medalla de plata  | Sable por equipos |
| Campeonato Mundial |                            |                   |                   |
| Año                | Lugar                      | Medalla           | Prueba            |
| 1977               | Buenos Aires (Argentina)   | Medalla de oro    | Sable por equipos |
| 1978               | Hamburgo (RFA)             | Medalla de plata  | Sable individual  |
| 1978               | Hamburgo (RFA)             | Medalla de plata  | Sable por equipos |
| 1979               | Melbourne (Australia)      | Medalla de oro    | Sable por equipos |
| 1979               | Melbourne (Australia)      | Medalla de bronce | Sable individual  |
| 1981               | Clermont-Ferrand (Francia) | Medalla de plata  | Sable por equipos |
| 1982               | Roma (Italia)              | Medalla de bronce | Sable por equipos |
| 1983               | Viena (Austria)            | Medalla de oro    | Sable por equipos |